# Sevrey
Sevrey é uma comuna francesa na região administrativa de Borgonha-Franco-Condado, no departamento Saône-et-Loire. Estende-se por uma área de 8,43 km². Em 2010 a comuna tinha 1 310 habitantes (densidade: 155,4 hab./km²).